# Argyra mikii
Argyra mikii är en tvåvingeart som först beskrevs av Kowarz 1882.  Argyra mikii ingår i släktet Argyra och familjen styltflugor. Inga underarter finns listade i Catalogue of Life.